# Haemodoryida
Haemodoryida is een geslacht van kevers uit de familie bladkevers (Chrysomelidae).
De wetenschappelijke naam van het geslacht werd in 1942 gepubliceerd door Chen.

## Soorten
- Haemodoryida sanguinea Chen, 1942